# 大城寨紅軍烈士墓
大城寨紅軍烈士墓位於四川省巴中市通江縣，文物遺址年代判定為1934年。2012年7月16日公佈為四川省文物保護單位。大城寨紅軍烈士墓位於四川省巴中市通江縣沙溪鎮王坪村大城寨內，墓區東西綿延110米，成片分佈，占地面積約1150平方米。大城寨始建于宋淳熙年間，清嘉慶間重修。四周為絕壁，西南高東北低，平面呈橢圓形，似一臥虎，面積約50000平方米。1934年2月，紅四方面軍將總醫院遷至沙溪王坪，由於戰爭激烈，傷員增多，西醫供不應求，在缺醫少藥的情況下，總醫院便在大城寨設立了臨時中醫院，這裡山明水秀，空氣清新，氣候溫和，直於治病養傷，而那些醫治無效的紅軍便埋葬于此。據史料記載，這裡共埋葬2800多名紅軍，但是由於年長日久，雨水沖刷，現能看見墓形的僅67座左右。